# King Seaways
Il King Seaways è un traghetto appartenente alla compagnia di navigazione danese DFDS.

## Servizio
Varato il 16 agosto 1986 nel cantiere navale Schichau Seebeckswerft AG di Bremerhaven con il nome di Nils Holgersson e consegnato il 20 febbraio 1987 alla TT-Line, prende servizio il 26 giugno nei collegamenti tra Travemünde e Trelleborg.

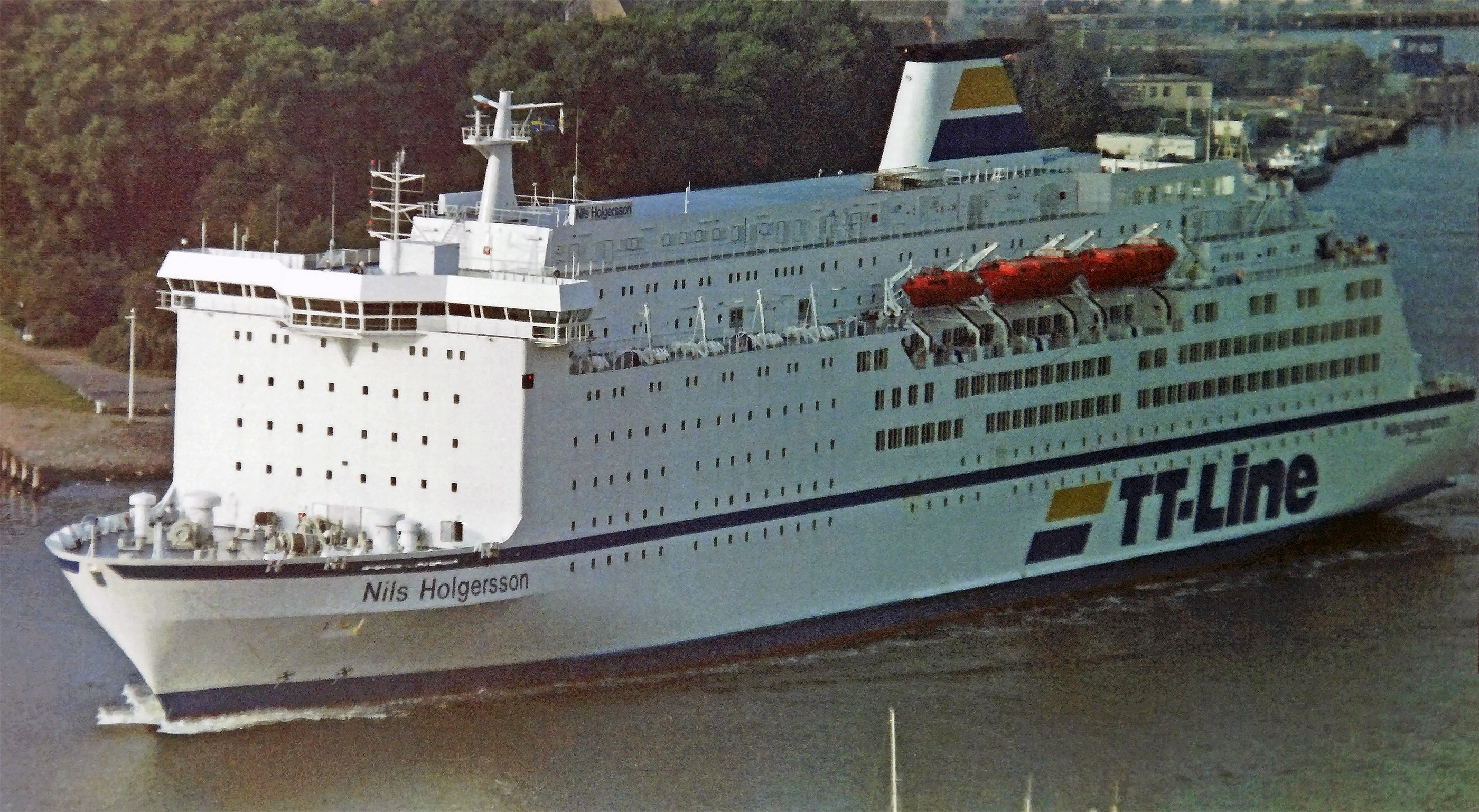
Il Nils Holgersson a Travemünde nel 1987.

Nel dicembre del 1992 viene venduto alla Brittany Ferries ed il 21 dicembre termina il servizio per TT-Line.
Successivamente viene trasferito nei cantieri navali Flender Werft di Lubecca, dove il 14 gennaio 1993 viene ribattezzato Val de Loire.
Nello stesso mese viene trasferito nei cantieri INMA di La Spezia, dove viene sottoposto a lavori di ristrutturazione, per un costo totale di circa 70 milioni di sterline.
Il 4 giugno 1993 viene trasferito a Portsmouth e 5 giorni dopo prende servizio nei collegamenti tra Plymouth e Santander ed in quelli tra Roscoff, Cork e Plymouth.

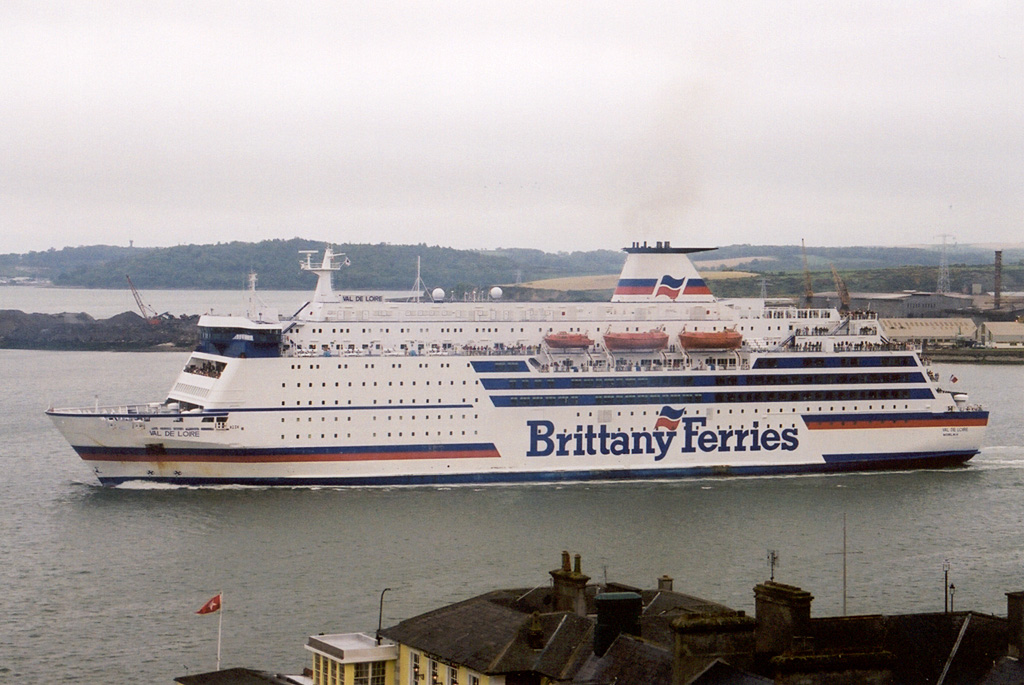
Il Val de Loire in navigazione nel 2001.

Nel marzo del 2005, dopo una serie di lavori di ristrutturazione in cantiere a Danzica, viene trasferito nei collegamenti tra Saint-Malo, Portsmouth e Cherbourg.
Il 25 novembre 2005 viene venduto alla DFDS, con consegna prevista nel 2006.
Il 19 febbraio 2006 termina il servizio per Brittany Ferries e, ribattezzato King of Scandinavia, giunge il 3 marzo ad IJmuiden.
L'11 marzo prende servizio nei collegamenti tra IJmuiden e Newcastle.
Il 28 febbraio 2007 entra in collisione con la banchina di IJmuiden a causa del maltempo, riportando lievi danni alla poppa.
Il 22 febbraio 2008 rompe le cime a Newcastle e finisce alla deriva contro una piattaforma petrolifera ormeggiata all'altra sponda del Tyne.

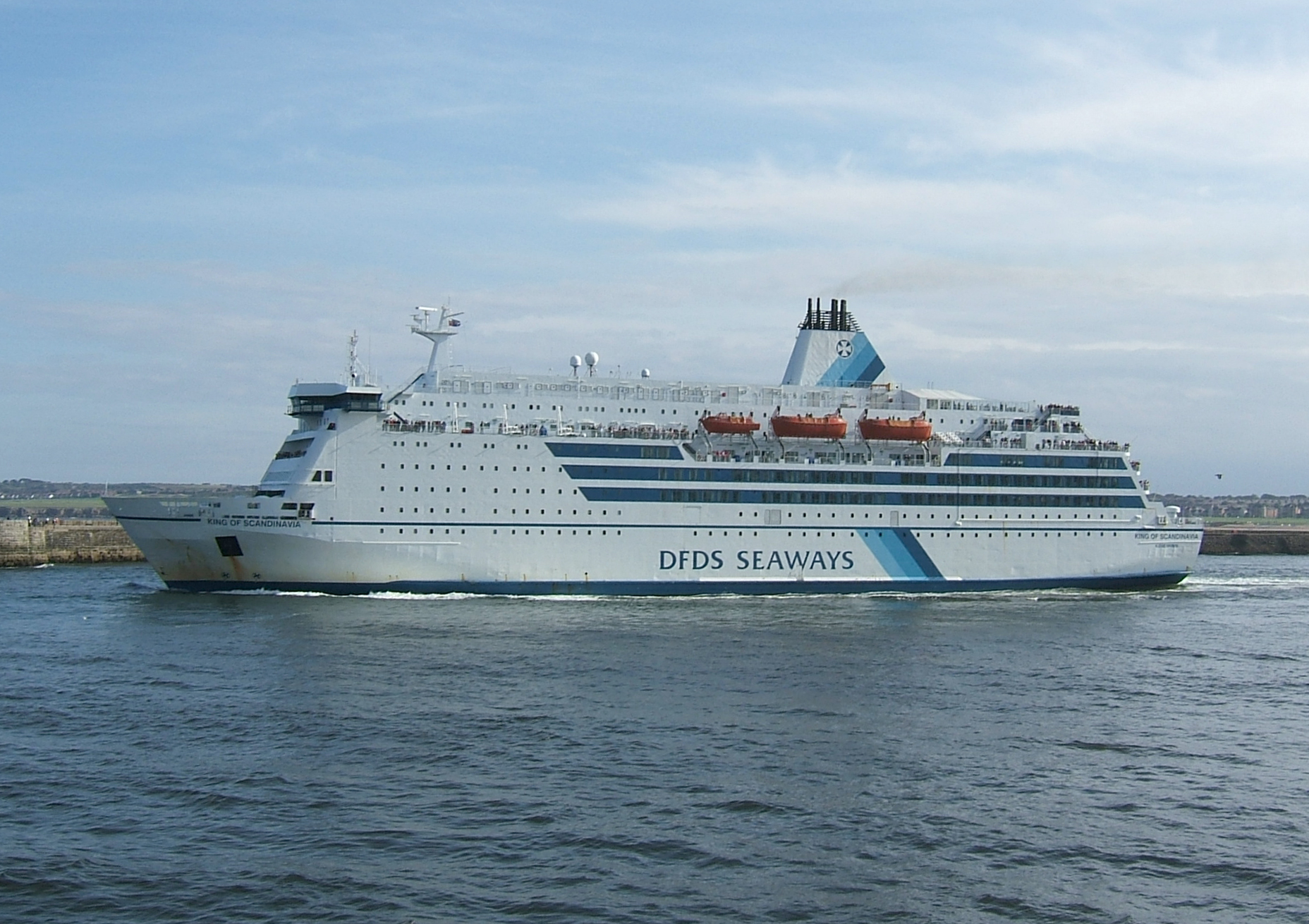
Il King of Scandinavia in partenza da Newcastle nel 2010.

Nel gennaio del 2011 viene sottoposto a lavori di ristrutturazione in cantiere ad Odense, durante i quali viene ribattezzato King Seaways.
Il 28 dicembre 2013, durante la navigazione verso IJmuiden, scoppia un incendio in una cabina del traghetto, prontamente domato dall'equipaggio.

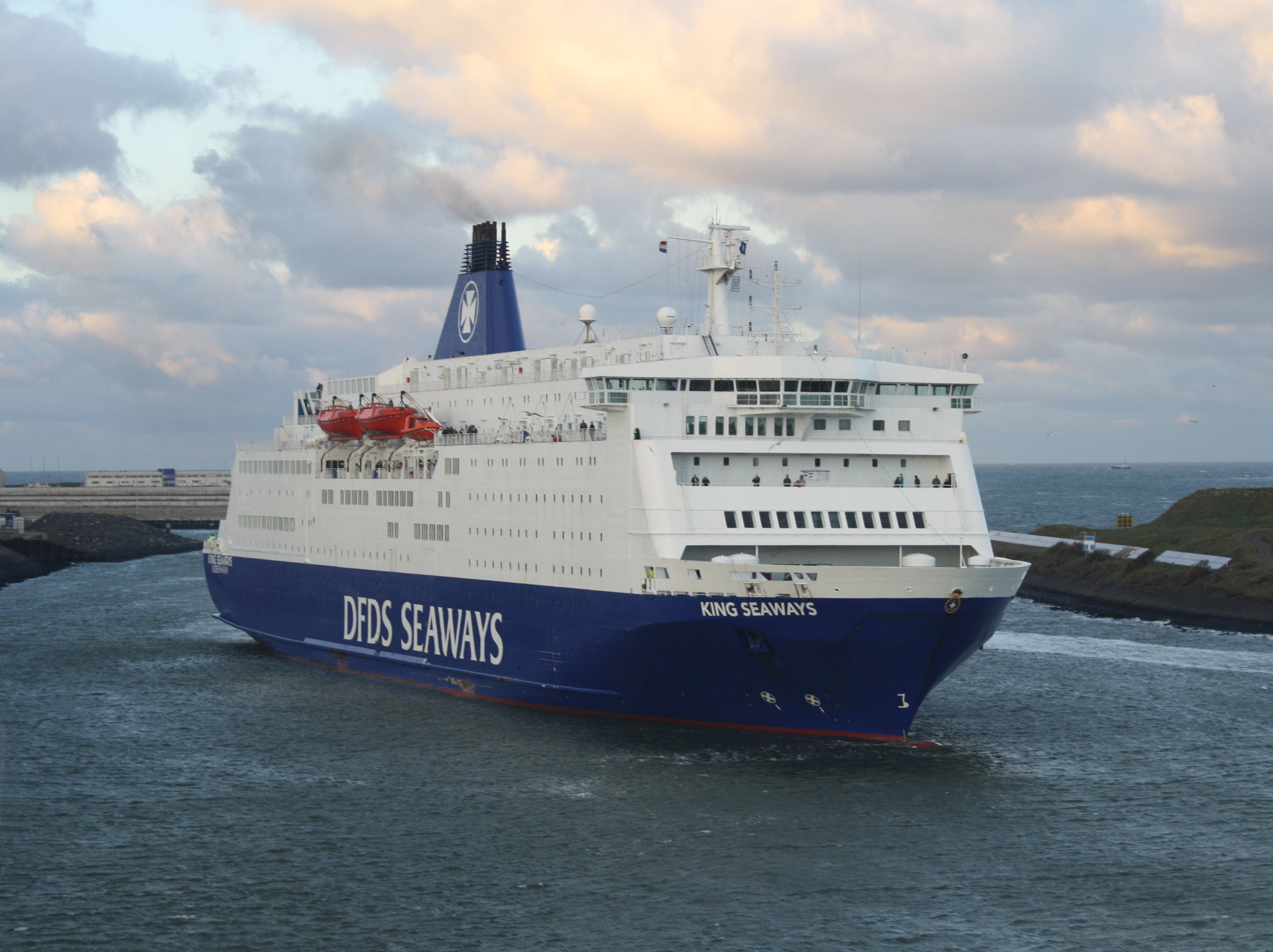
Il King Seaways a IJmuiden nel 2011.

Il 21 marzo 2020, in seguito alla chiusura delle frontiere a causa della pandemia di COVID-19, viene disarmato a IJmuiden.
Il 15 luglio torna regolarmente in servizio sulla Newcastle-IJmuiden.

## Navi gemelle
- GNV Atlas
- GNV Cristal
- Princess Seaways